# Stenopogon werneri
Stenopogon werneri är en tvåvingeart som beskrevs av Engel 1933. Stenopogon werneri ingår i släktet Stenopogon och familjen rovflugor. Inga underarter finns listade i Catalogue of Life.